# Théorème d'élimination des coupures
En logique mathématique, le théorème d'élimination des coupures (ou Hauptsatz de Gentzen) est le résultat central établissant l'importance du calcul des séquents. Il a été initialement prouvé par Gerhard Gentzen en 1934 dans son article historique « Recherches sur la déduction logique » pour les systèmes LJ et LK formalisant la logique intuitionniste et classique, respectivement. Le théorème d'élimination des coupures stipule que toute déclaration qui possède une preuve dans le calcul des séquents, faisant usage de la règle de coupure, possède aussi une preuve sans coupure, à savoir, une preuve qui ne fait pas usage de la règle de coupure,.

## La règle de coupure
Un séquent est une expression logique concernant plusieurs phrases, sous la forme  « {\displaystyle A_{1},A_{2},A_{3},\ldots \vdash B_{1},B_{2},B_{3},\ldots } », qui est lu « {\displaystyle A_{1},A_{2},A_{3},\ldots } prouve {\displaystyle B_{1},B_{2},B_{3},\ldots } », et (comme déclaré par Gentzen) doit être compris comme équivalente à la proposition « Si ({\displaystyle A_{1}} et {\displaystyle A_{2}} et {\displaystyle A_{3}} …) alors ({\displaystyle B_{1}} ou {\displaystyle B_{2}} ou {\displaystyle B_{3}} …). » Notez que le côté gauche (CG) est une conjonction (et) et le côté droit (CD) est une disjonction (ou).
Le CG peut avoir arbitrairement plus ou moins de formules; lorsque le CG est vide, le CD devient une tautologie. Dans LK, le CD peut aussi avoir un certain nombre de formules, s'il n'en a pas, le CG est une contradiction, alors que dans LJ, le CD ne peut avoir soit qu'une formule, soit aucune: nous voyons ici qu'avoir plus d'une formule du CD est équivalent, en présence de la règle de contraction droite, à l'admissibilité du principe du tiers exclu (car {\displaystyle \vdash P,\lnot P} est alors prouvable). Depuis la logique LC de Jean-Yves Girard, il est facile d'obtenir une formalisation assez naturelle de la logique classique où le CD contient au plus une formule.
La « coupure » est une règle du calcul des séquents, et est équivalente à une variété de règles d'autres théories de la démonstration, ce qui, étant donné
- {\displaystyle \Gamma \vdash A,\Delta }

et
- {\displaystyle \Pi ,A\vdash \Lambda }

permet de déduire
- {\displaystyle \Gamma ,\Pi \vdash \Delta ,\Lambda }

Autrement dit, il « coupe » les occurrences de la formule {\displaystyle A} hors de la relation d'inférence.

## Élimination de la coupure
Le théorème d'élimination des coupures stipule que, pour un système donné, tout séquent prouvable en utilisant la règle de coupure peut être prouvé sans l'utilisation de cette règle.
Pour le calcul des séquents, qui ont seulement une formule du CD, la règle de coupure, étant donné
1. {\displaystyle \Gamma \vdash A}

et
1. {\displaystyle \Pi ,A\vdash B}

permet de déduire
1. {\displaystyle \Gamma ,\Pi \vdash B}

Si nous considérons {\displaystyle B} comme un théorème, alors l'élimination de la coupure dans ce cas, dit simplement qu'un lemme {\displaystyle A} utilisé pour démontrer ce théorème peut être inliné. Chaque fois que la démonstration du théorème mentionne le lemme {\displaystyle A}, nous pouvons remplacer les occurrences de la démonstration de {\displaystyle A}. Par conséquent, la règle de coupe est admissible.

## Conséquences
- Un système logique est cohérent s'il ne démontre pas la proposition fausse {\displaystyle \bot }, c'est-à-dire s'il n'y a pas de preuve du séquent {\displaystyle \vdash \bot }. Or cette proposition n'a aucune règle d'introduction, donc il n'y a pas de démonstration sans coupure de {\displaystyle \bot }. Ainsi, tout système qui satisfait la propriété d'élimination des coupures est cohérent.
- Généralement, les systèmes logiques satisfont la propriété de la sous-formule : si {\displaystyle \pi } est une démonstration sans coupure du séquent {\displaystyle \Gamma \vdash A}, alors toutes les formules qui apparaissent dans {\displaystyle \pi } sont des sous-formules de {\displaystyle A} ou des formules de {\displaystyle \Gamma }. Par sous-formule, on entend une formule dont est composée {\displaystyle A} : par exemple, {\displaystyle P} est une sous-formule de {\displaystyle P\land Q}, etc.
- L'élimination des coupures et la propriété de la sous-formule permette de démontrer le théorème d'interpolation de Craig[4], qui permet, si {\displaystyle P\implies R}, de trouver une formule {\displaystyle Q} qui approxime {\displaystyle P} et {\displaystyle R} au sens où {\displaystyle P\implies Q}, {\displaystyle Q\implies R}, et les atomes de {\displaystyle R} sont la réunion de ceux de {\displaystyle P} et {\displaystyle Q}.